# Rocco A. Petrone

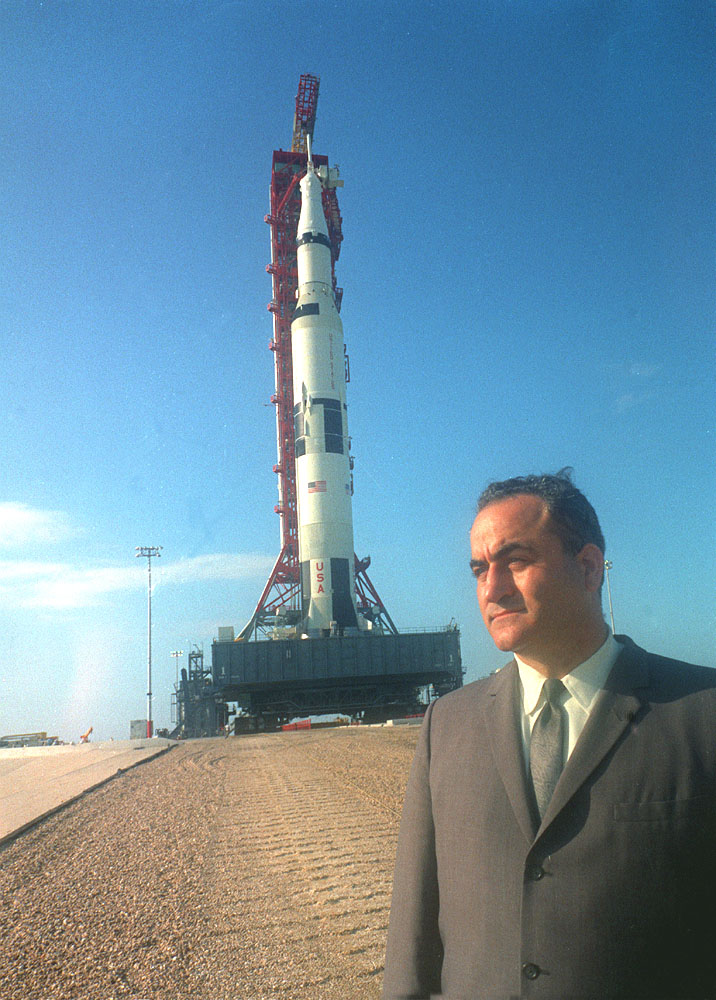
Rocco A. Petrone

Rocco Anthony Petrone (* 31. März 1926 in Amsterdam, New York; † 24. August 2006 in Palos Verdes Estates, Kalifornien) war ein US-amerikanischer Ingenieur und Raumfahrtfunktionär der NASA.
Petrone studierte an der US-Militärakademie in West Point und trat 1946 in die US Army ein, zuletzt im Range eines Lieutenant Colonel. Nach einem Master-Abschluss in Maschinenbau am Massachusetts Institute of Technology (MIT) wurde ihm 1951 vom Rollins College ein Ehrendoktorat verliehen.
In der US Army arbeitete Petrone als Ingenieur an verschiedenen Raketenprogrammen mit, u. a. auch an dem Redstone-Projekt, der ersten ballistischen Rakete der Streitkräfte.
1960 wechselte er zur NASA und arbeitete im späteren Kennedy Space Center (KSC) in Florida an der Entwicklung der Saturn. Insbesondere war er an der Entwicklung der Abschussvorrichtung der Saturn beteiligt, die in den späten 1960er / frühen 1970er Jahren auch für die Apollo-Mission genutzt wurde. Er war von 1966 bis 1969 als Direktor für die gesamten Abschussvorrichtungen zuständig. Danach wurde er Direktor des Apollo-Programms im NASA-Hauptquartier; 1972 wurde er zudem Direktor des Apollo-Sojus-Test-Projekts. 1973/1974 wurde er Direktor des Marshall Space Flight Center (MSFC) in Alabama. 1974 wechselte er als offizieller NASA-Vertreter nach Washington, D.C. Nach seinem Abschied von der NASA 1975 wurde er CEO des National Center for Resource Recovery, bevor er 1981 zu Rockwell International wechselte, dem Hersteller des Space Shuttle. Nach drei Jahren übernahm Petrone die Leitung des Space-Shuttle-Bereichs von Rockwell.
Als sich in der Nacht vor dem Start von STS-51-L am 28. Januar 1986 Eis am Orbiter und am Startturm gebildet hatte, empfahl Petrone, nicht zu starten, da die Auswirkungen von fallendem Eis beim Start nicht absehbar waren. Die NASA entschied sich dennoch für den Start, in der Annahme, dass Eisfall kein Problem für die Sicherheit sei. Kurz nach dem Start gab es jedoch durch die große Kälte ein Problem bei den Dichtungsringen der Feststoffraketen des Shuttles, wodurch das Shuttle zerbrach und alle Astronauten ums Leben kamen.

## Ehrungen
Am 22. Februar 2022 benannte die NASA das Kontrollzentrum im Kennedy Space Center in „Rocco A. Petrone Launch Control Center“ um.

## Privates
Petrone war verheiratet und hatte vier Kinder.